# Piz Jenatsch
Piz Jenatsch är en bergstopp i Schweiz.   Den ligger i regionen Maloja och kantonen Graubünden, i den östra delen av landet, 180 km öster om huvudstaden Bern. Toppen på Piz Jenatsch är 3 251 meter över havet, eller 143 meter över den omgivande terrängen. Bredden vid basen är 0,81 km.
Terrängen runt Piz Jenatsch är huvudsakligen bergig, men den allra närmaste omgivningen är kuperad. Närmaste större samhälle är St. Moritz, 10,6 km sydost om Piz Jenatsch. 
Trakten runt Piz Jenatsch består i huvudsak av gräsmarker. Runt Piz Jenatsch är det glesbefolkat, med 14 invånare per kvadratkilometer.